# واوچلس
واوچلس (به فرانسوی: Vauchelles) یک کامین در فرانسه است که در Canton of Noyon واقع شده‌است.

## خصوصیات
واوچلس ۲٫۳۴ کیلومترمربع مساحت و ۲۷۹ نفر جمعیت دارد و ۵۴ متر بالاتر از سطح دریا واقع شده‌است.